# Brent Carmichael
Brent Carmichael (Moline, 25 ottobre 1961) è un ex cestista statunitense, professionista nella CBA e nelle Filippine.

## Palmarès
- Migliore nelle palle recuperate CBA (1990)